# Krystyna Mieszkowska-Dalecka

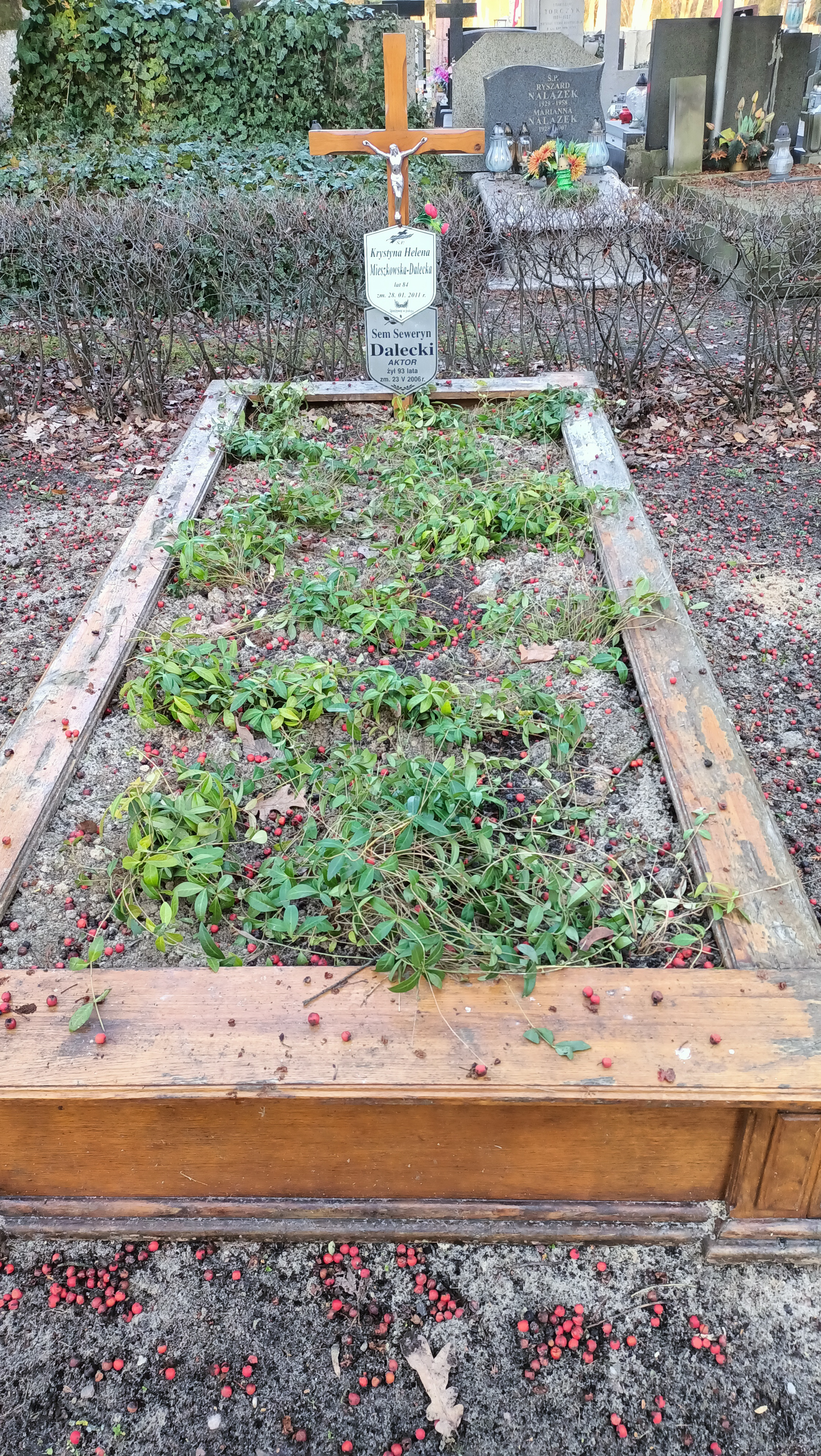
Grób Krystyny Mieszkowskiej-Daleckiej na warszawskim cmentarzu Wojskowym na Powązkach

Krystyna Mieszkowska-Dalecka (Kinia) (ur. 23 listopada 1926 w Warszawie, zm. 28 stycznia 2011) – polska artystka specjalizująca się w tkaninie artystycznej.

## Życiorys
Studiowała malarstwo u prof. Jana Sokołowskiego i prof. Marka Włodarskiego oraz tkaninę u prof. Anny Śledziewskiej w Warszawskiej Akademii Sztuk Pięknych (1948–54). Tworzyła unikatowe tkaniny w technikach tradycyjnych, jak gobelin, żakard, tkanina malowana, a także w technikach własnych, wykorzystując masę i włókno poliamidowe. Zajmowała się również malarstwem, wystawiennictwem i performance. W 1977 roku została mianowana przez Ministra Kultury i Sztuki rzeczoznawcą w dziedzinie sztuki użytkowej i tkaniny. Współpracowała ze spółdzielniami Ład i Plastyka. Była laureatką wielu nagród i wyróżnień. W 2004 r. otrzymała stypendium ze środków Funduszu Promocji Twórczości Ministerstwa Kultury. Artystka posługiwała się niemal wszystkimi surowcami stosowanymi w tkaninie artystycznej: lnem, wełną, sizalem, jutą, włóknem konopnym, skrawkami skóry, cynfolią, kawałkami plastyku, a nawet ptasimi piórami. Jej prace znajdują się w m.in. w zbiorach Muzeum Tkactwa w Kamiennej Górze, Galerii Sztuki Współczesnej we Włocławku, Muzeum Lubuskim w Gorzowie czy Muzeum Włókiennictwa w Łodzi. Została pochowana razem z mężem Sewerynem Daleckim w małej Alei Zasłużonych na Cmentarzu Wojskowym na Powązkach (kwatera A30-tuje-20).

## Wystawy
Wybrane wystawy indywidualne:
- 1979 – Instytut Kultury Polskiej, Londyn; Bank, Dublin;
- 1980 – Tolbooth Museum, Edynburg; Orchard Gallery, Londonderry;
- 1987 – Centralne Muzeum Włókiennictwa, Łódź;
- 1988 – Zachęta, Warszawa[12]; „Centrum Sztuki”, Elbląg
- 1994 – BWA, Kołobrzeg;
- 1995 – C.P. „Stilon”, BWA, Gorzów[13];
- 1998 – Annenkapelle, Goerliz;
- 1999 – Galeria Tkacka „Na Jatkach”, Wrocław.

Artystka wzięła udział w około 200 wystawach krajowych i w ponad 60 wystawach sztuki polskiej za granicą, w tym wystawach międzynarodowych np.: 
- 1975 – Międzynarodowe Triennale Tkaniny, Łódź;
- 1981 – Międzynarodowa Wystawa Tkanin Miniaturowych, Praga;
- 1986 – VI Międzynarodowe Biennale Miniatur Tkackich, Szombathely, Węgry;
- 1993-1994 – Triennale Międzynarodowe Miniatur Tkackich„Apokalipsa”, Angers Francja[6]